# Кириллова, Зинаида Ивановна
Зинаи́да Ива́новна Кири́ллова (30 апреля 1931, Шадрино, Средневолжский край — 5 мая 2024) — советская и российская певица, исполнительница русских народных песен и песен советских композиторов. Заслуженная артистка РСФСР (1978), Народная артистка Российской Федерации (2000).

## Биография
Родилась 30 апреля 1931 года в селе Шадрино.
Отец — Иван Кириллов, изготавливал балалайки. Отец писал письма с фронта и из госпиталя, потом попал в окружение и снова был на фронте, погиб в 1943 году на Курской дуге. Мать — Ксения Герасимовна. В семье кроме Зины было ещё четыре брата. В 1941 году братьев призвали на фронт. Младший брат — Владимир Иванович Володин, композитор. 
С раннего детства жила в Подмосковье (Домодедовский район, совхоз Ильинское).
В 1960—1964 годах училась под руководством И. П. Яунзем в музыкальном училище им. Ипполитова-Иванова, по окончании которого стала солисткой Москонцерта. Выступала с оркестрами Некрасова и Осипова, ансамблем электромузыкальных инструментов Мещерина и др.
Гастролировала в Советском Союзе и более чем в 30 странах мира, чаще с дуэтом баянистов Анатолием Шалаевым и Николаем Крыловым. 
Вела активную просветительскую деятельность, являясь с 1978 года членом Правления, а с 1996 года — референтом Центрального Дома работников искусств.
В 2016 году была гостем программы «Рождённые в СССР» с Владимиром Глазуновым на телеканале Ностальгия.
В 2021 году участвовала в телепередаче телеканала Россия-1 «Привет, Андрей!» (ведущий — Андрей Малахов).
Ушла из жизни 5 мая 2024 года в возрасте 93 лет.

## Песни
Зинаида Кириллова записала четыре пластинки-гиганта и три миньона.